# Djilapaô
Djilapaô est un village de la communauté rurale de Mangagoulack CR, située dans l'arrondissement de Tendouck et le département de Bignona, une subdivision de la région de Ziguinchor dans la région historique de Casamance dans le sud du pays.